# 上饶站
上饶站位于中国江西省上饶市信州区灵溪街道，为南昌局集团上饶车务段管辖的客运一等站。车站于1935年启用，2006年迁至现址；2014年杭长客运专线通车后启用新站房。上饶站有沪昆高速铁路、合福高速铁路、沪昆铁路和峰福铁路上饶联络线经过。其中，合福高速场与沪昆高速场、普速场呈十字交叉，为中国铁路系统内首个立体十字骑跨车站 。車站東北側設有螺旋形的滬昆高鐵—合福高鐵聯絡線。

## 历史

### 老站

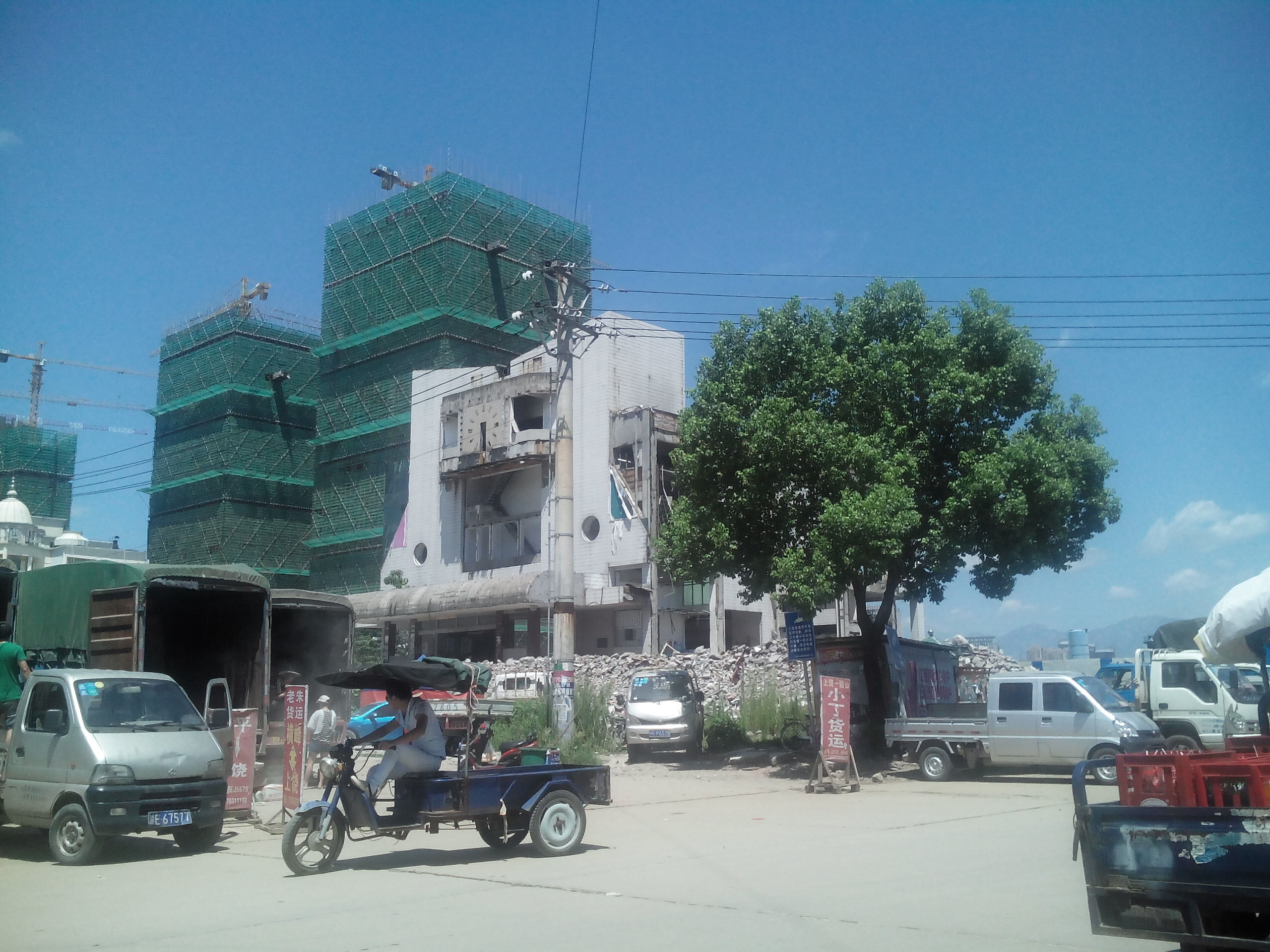
2015年7月正在拆除的老上饶站（建于1998年）

上饶站原址位于信州区解放路，于1935年12月随浙赣铁路玉南段通车而投入使用。当时车站设有4条到发线和2条货物线，站房面积207平方米。1953年铁路部门对上饶站进行改扩建，新建面积796平方米的站房一座，内设有171平方米的候车室和89平方米的行包房；同时新建车站1站台雨棚:176。
1970年车站站房规模进一步扩大，面积达到2050平方米，其中候车室面积322平方米、行包房228平方米，另设有9088平方米的站前广场。车站旅客进出站地道、2站台雨棚分别于1972年12月和1974年建成。至1990年，车站站场设有2座旅客站台、6条到发线及3条调车线，货场面积65933平方米，设有7条货物装卸线、7座仓库以及8座货运站台:176。
浙赣线在1930年代建成后，上饶成为了铁路枢纽，大量员工从浙江迁入上饶，在车站周围形成铁路员工居住地。上饶本地方言系吴语处衢片上饶话，而铁路员工主要来自浙江的太湖片和婺州片，彼此方言相近、尚可通话，因此语言上逐步趋同融合形成了铁路社区的共同方言——铁路话。
车站在作为浙赣铁路复线和原横南铁路上饶永平联络线工程的一部分进一步进行改扩建，包括站场扩容和站房重建等项目。1998年10月18日上饶新站房建成开通:177。
上饶站由上饶车务段管理。1963年4月南昌铁路局撤销后曾经为南昌铁路分局的直属站，1997年3月1日复归上饶车务段管理:182,3。

### 新站

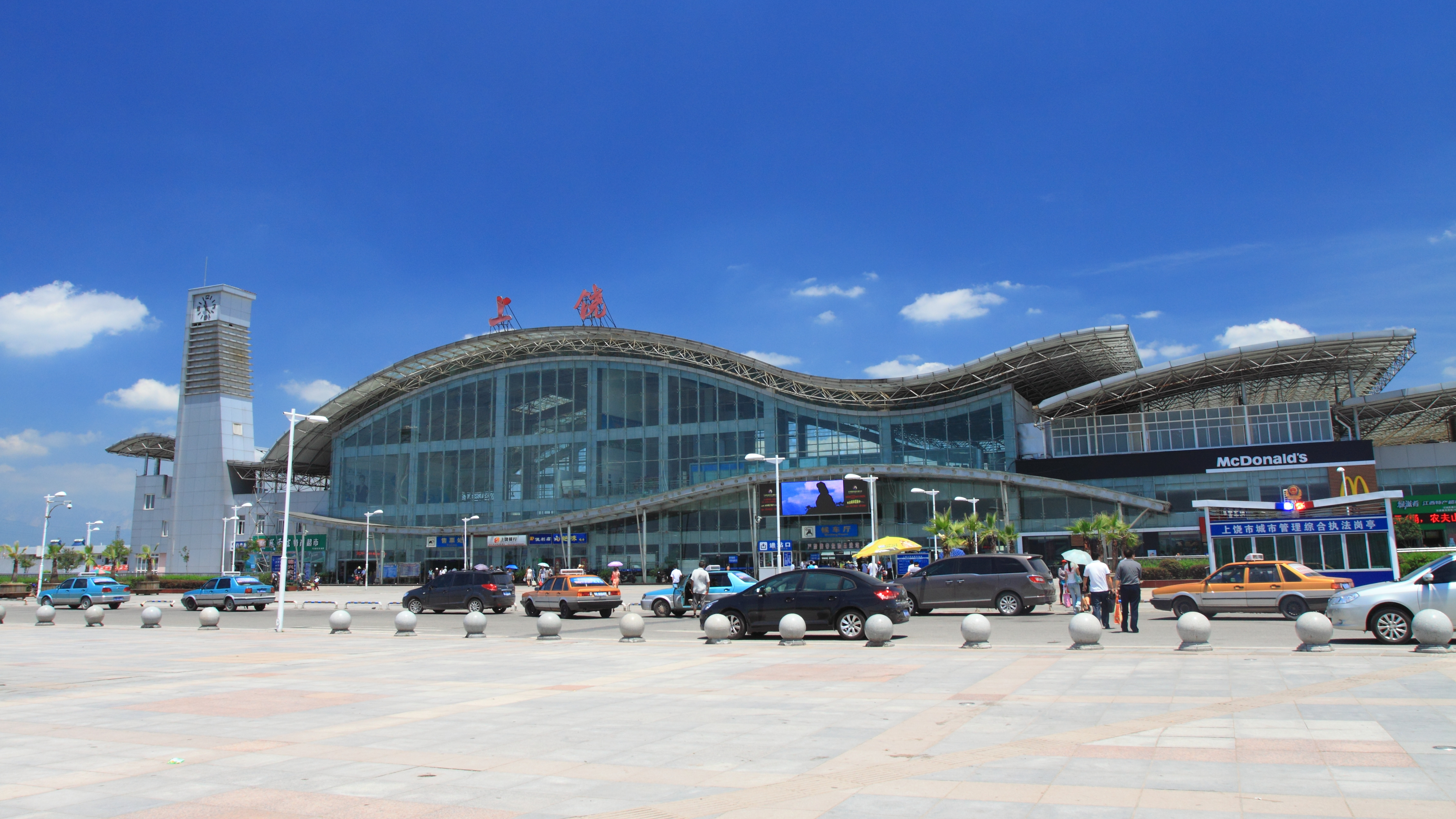
2007年启用的新上饶站站房

因浙赣铁路电气化改造，2004年在灵溪镇（今灵溪街道）松山村风炉塘兴建新站，2006年4月16日上午9时开始启用新上饶火车站，客运全部转移至新站，老站仅保留部分货运业务。新站结合站前广场总面积10000平方米，站房面积8300平方米:270，候车室同时可容纳2000名旅客候车。2007年12月，上饶老站彻底关闭。2015年9月4日，上饶老站彻底拆除。
合福客运专线及沪昆客运专线在上饶交汇。在合福客运专线设计期间，有引入既有上饶站“东进西出”、“西进东出”，以及新设南北向上饶东站和上饶西站等方案。后考虑到上饶新站建设时预留的高速场过小、加上其他方案需经过不良地质区、军事区和环境保护区等因素，决定实施“上下立交骑站方案“：在既有站场东侧新建合福场高架站台，构成垂直骑跨式车站，同时修建联络沪昆高速、合福两场的联络线。扩建工程首先在现站房东侧新建面积9600平方米的站房，新站房于2014年12月10日启用，老站房随后关闭。
原计划合福客运专线在上饶新站房中划分为沪昆候车区和合福候车区，分设不同检票口。但由于沪昆客运专线通车后上饶站客流增长较多，预留的候车区不足以满足合福客专开通后增长的客流，于是2015年年初决定在合福客运专线线下新建设面积3500平方米的合福候车室。合福候车室于2015年6月28日启用。

## 車站構造

### 站房
上饶站目前设有两个站房，位于西侧的老站房于2007年启用，2014年新站房启用后废弃，目前仅作为职工进出站通道。上饶站现有站房位于老站房东侧，面积9600平方米，高24米新站房立面幕墙采用竖向百页，以古时的书简为意向，显示上饶“朱子理学”、“鹅湖书院”的人文气息。售票处位于现有站房和老站房的交界处，主要承担全国旅客列车的车票发售，改签，更改到站，退票服务。进站口位于现有站房中间，设有实名验证处和安检处，其中有6为人脸识别通道。
上饶站现一共有三个候车室：一层候车室、二层候车室和合福候车室。一层候车室位于现有站房一楼，主要承担普速列车的候车、检票业务，在该候车室站台侧中央设有第二检票口，旅客检票后需要通过地道进入6，7，8，9站台上车；二层候车室位于站房二楼，主要承担滬昆高速铁路列车的候车、检票业务，在该候车室西侧设有第三检票口，旅客检票后需要通过天桥进入1~5站台上车；
合福候车室位于站房东侧、合福高速铁路下方，面积3000余平米，为线下候车结构，有通道和主站房联通。合福候车室主要承担合福高速铁路和其跨线列车的候车，检票服务。合福候车室设有A1、A2、B1、B2四个检票口，其中A1、A2检票口可通往11、12站台，B1、B2检票口可通往13、14站台，不设10站台，上饶站東側有合福高速鐵路與沪昆高速铁路的聯絡線，因此要搭乘往沪昆高铁杭州方向的列車，有時需要在合福場候車。

### 站场
上饶站三场二所，分别为站内的沪昆高速场、沪昆普速场、合福高速场、联络合福-沪昆两场的东南、西南联络线上的京福线路所、以及的上饶线路所。沪昆高速场位于站房北侧，站台编号1-5；普速场位于高速场北侧，站台编号6-9；合福场為站內兩座島式站台、六條股道的高架車站，站台编号11-14，其中正中央兩條為未設置月台的正線。沪昆高速场和合福高速场呈60度相交，其中合福高速场在上，沪昆高速场在下。为联络两场，设置了东南、西南联络线。联络线自合福高速场北咽喉出岔，沿车站东北侧绕行至沪昆高速场东侧分岔：东南联络线于京福线路所接入沪昆高速铁路上海方向正线，西南联络线接入沪昆高速场东咽喉。
上饶站货场位于普速场北侧，办理整车普通货物到发业务。货场北侧为上饶国际物流中心，又稱“无水港”，驻有上饶铁路口岸。货场每天有发往宁波舟山港的海铁联运列车，2018年开通至哈萨克斯坦的中欧班列。货场设有通往中石化灵溪油库、上饶材料厂、鹰潭机务段上饶运用车间和鹰潭工务段上饶材料分库的专用线。
| 3F  | 11站台         | 合福高速铁路 往福州（五府山站）                |
| 3F  | 岛式站台       |                                                |
| 3F  | 12站台         | 合福高速铁路 往福州（五府山站）                |
| 3F  | 通过线         | 合福高速铁路下行正線                           |
| 3F  | 通过线         | 合福高速铁路上行正線                           |
| 3F  | 13站台         | 合福高速铁路 往合肥北城（德兴站）              |
| 3F  | 岛式站台       |                                                |
| 3F  | 14站台         | 合福高速铁路 往合肥北城（德兴站）              |
| 2F  | 高速铁路候车室 | 验票闸门（沪昆）、等候区、进站天桥             |
| 1F  | 联外区         | 公交、客运转运站、停车场、接送区               |
| 1F  | 联外区         | 售票处、自动售票机、进站口                     |
| 1F  | 普速候车室     | 等候区、验票闸门                               |
| 1F  | 合福候车室     | 验票闸门、等候区                               |
| 1F  | 侧式站台       |                                                |
| 1F  | 1站台          | 沪昆高速铁路 往昆明南（弋阳站）                |
| 1F  | 2站台          | 沪昆高速铁路 往昆明南（弋阳站）                |
| 1F  | 岛式站台       |                                                |
| 1F  | 3站台          | 沪昆高速铁路 往昆明南（弋阳站）                |
| 1F  | 通过线         | 沪昆高速铁路下行正线                           |
| 1F  | 通过线         | 沪昆高速铁路上行正线                           |
| 1F  | 4站台          | 沪昆高速铁路 往上海虹桥（玉山南站）            |
| 1F  | 岛式站台       |                                                |
| 1F  | 5站台          | 沪昆高速铁路 往上海虹桥（玉山南站）            |
| 1F  | 通过线         | 沪昆铁路下行正线                               |
| 1F  | 6站台          | 沪昆铁路 往昆明（枫岭头站）                    |
| 1F  | 岛式站台       |                                                |
| 1F  | 7站台          | 沪昆铁路 往昆明（枫岭头站）                    |
| 1F  | 8站台          | 沪昆铁路 往上海（广丰站）                      |
| 1F  | 岛式站台       |                                                |
| 1F  | 9站台          | 沪昆铁路 往上海（广丰站）                      |
| 1F  | 通过线         | 沪昆铁路上行正线                               |
| 1F  | 货運股道       | 沪昆铁路上饶站货场                             |
| -1F | 出站口         | 出站口（普速、沪昆高速铁路）                   |
| -1F | 出站口         | 合福出站口                                     |
| -1F | 联外区         | 出站区停车场、客运转运站、出租车排班区、接送区 |

## 担当路局与列车
截至2025年2月，以车次数量计算，上饶站是南昌局轄内第二大、江西省内第二大客运枢纽，仅次于南昌西站。在全国范围内位居第二十九名，仅次于长春站和上海站。上饶站日均停靠普铁、高铁客运列车337趟，可直接通达车站共计323个地区。

### 动车组列车
大部分沪昆高速铁路及合福高速铁路列车停靠上饶站。
| 列车所属路局 | 目的地 |
| ------------ | --- |
| 北京局集团   | 北京南、天津西、福州、厦门北 |
| 成都局集团   | 重庆西、贵阳北、厦门北、上海虹桥、宁波、宁海、毕节、苍南、南京南 |
| 济南局集团   | 福州、济南西、南昌西、北京南、青岛 |
| 广铁集团     | 长沙南、广州南、上海虹桥、张家港、厦门北、张家界西、怀化南、铜仁、南通、珠海 |
| 南昌局集团   | 南昌西、南昌、南昌东、赣州西、北京南、贵阳北、兰州西、福州、福州南、武汉、九江、杭州东、成都东、南京南、上海虹橋、上海南、厦门北、厦门、赣州西、婺源、宁波、萍乡北、广州白云（始发）、昆明南、无锡东、瑞金、蚌埠南、平潭、景德镇北、南平市 |
| 南宁局集团   | 南宁东、南宁、北海、厦门北、南京 |
| 上海局集团   | 上海虹橋、上海南、福州、厦门北、合肥南、南京南、徐州东、广州南、深圳北、深圳、香港西九龙、长沙南、怀化南、南昌西、徐州东、杭州东、温州南、宁波、邵阳、南宁东、黄山北、武汉、贵阳北、成都东、宜宾西、昆明南、萍乡北、亳州南、常州北、九江   |
| 郑州局集团   | 郑州东、温州南、南昌西、厦门 |
| 沈阳局集团   | 沈阳北、福州南 |
| 昆明局集团   | 昆明南、福州南、上海虹桥、杭州西、芜湖、嘉兴南 |
| 武汉局集团   | 武汉、温州南 |
| 太原局集团   | 太原南、厦门北 |
| 西安局集团   | 西安北、苍南 |

### 普通旅客列车

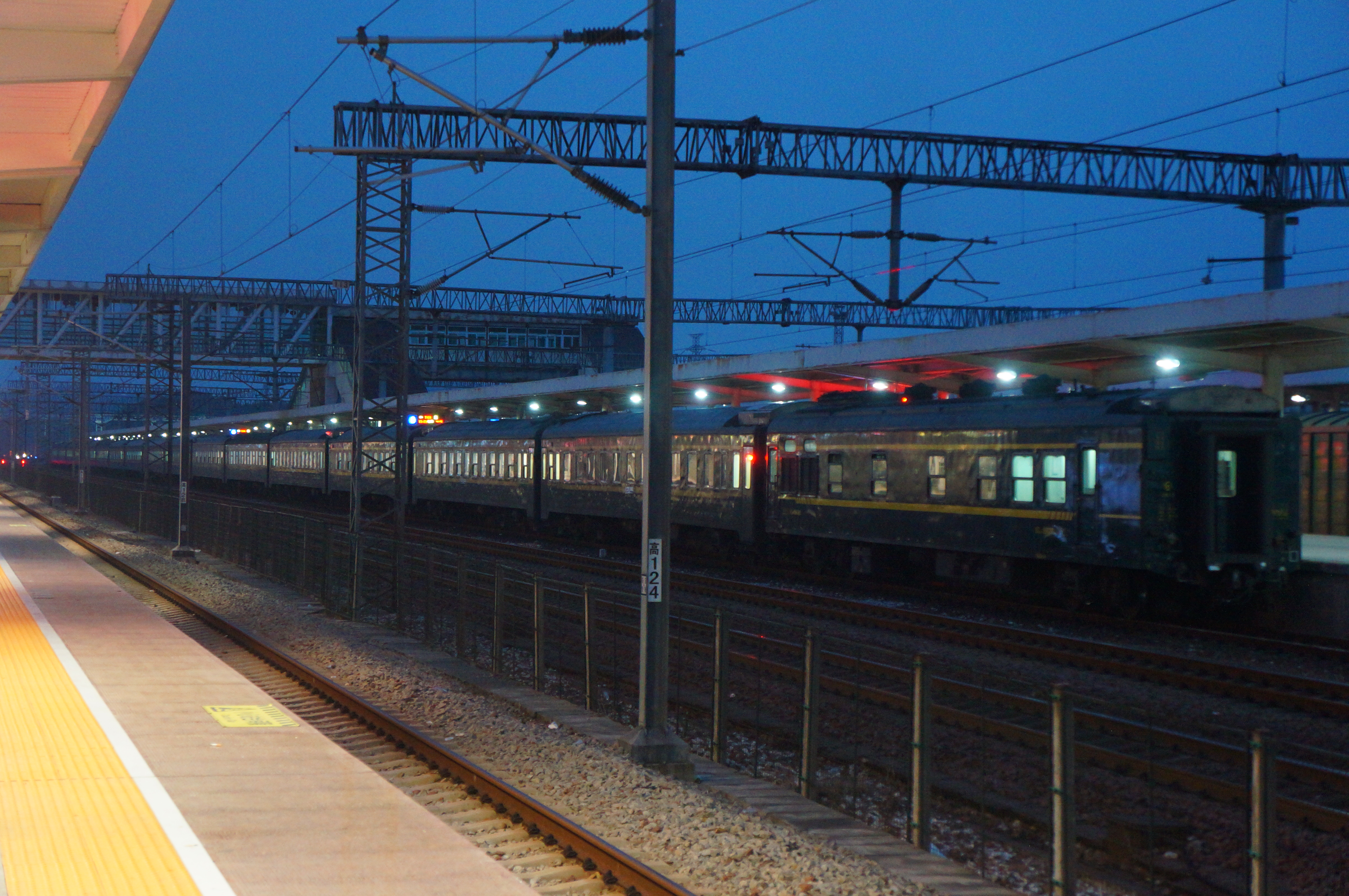
T101次列车停靠

截至2024年，上饶站普速场每日停靠列车77趟，其中终到1趟、始发1趟，为鹰潭始发的K8720次列车和始发往广州白云站的K793次列车，由南昌客运段鹰潭车队担当客运乘务。
| 列车所属路局 | 目的地 |
| ------------ | --- |
| 成都局集团   | 成都西、重庆北、宁波、成都、上海松江、贵阳、攀枝花南、温州                                                                 |
| 广铁集团     | 广州白云、温州（与金温公司隔日交替担当）、上海松江、上海松江、海口、深圳、深圳東、無錫、怀化、永州、長沙                   |
| 昆明局集团   | 昆明、上海松江、宁波、南京、怀化南                                                                                         |
| 南昌局集团   | 南昌、温州、上海松江、無錫、赣州、井冈山、九江、福州、南京、厦门北、玉山、鹰潭（仅终到）、广州白云（始发）、井冈山、重庆北 |
| 南宁局集团   | 南宁、上海南、上海松江、宁波                                                                                               |
| 上海局集团   | 宁波、广州白云、南京、温州、成都西                                                                                         |
| 金温公司     | 温州、成都东、贵阳、广州白云（与广铁集团隔日交替担当）                                                                     |
| 武汉局集团   | 武昌、襄陽、温州、荊門、十堰                                                                                               |

## 上饶鸡腿
从20世纪90年代开始，有许多当地商贩于上饶站的站台售卖上饶鸡腿，成为车站的一大特色。这些商贩多为无证制作，在站房的默许下于车站附近售卖鸡腿。2019年5月底上饶高铁经济试验区社会发展局、上饶市城管大队、上饶市场监督管理局等部门联合对上饶火车站流动贩卖“三无山鸡腿”现象进行集中突击整治，查处鸡腿作坊2处、售卖人员6人。此次整治中执法人员发现这些鸡腿作坊卫生环境恶劣，为“三无”作坊，同时这些作坊存在购买鸭边腿以充当山鸡腿售卖的现象。

## 周边
- 松山小学
- 站前花城
- 东方石韵